# Koncert Jubileusz Poety
Koncert Jubileusz Poety – album grupy muzycznej U Studni wydany w 2018 roku. Płyta składa się z dotychczasowych utworów zespołu z tekstami Adama Ziemianina nagranych w wersji koncertowej 28 lutego 2018 roku w Opolu. Muzykę do płyty skomponowali Dariusz Czarny i Ryszard Żarowski. Jest to czwarta płyta w dorobku grupy U Studni i pierwsza koncertowa.
Koncert został zarejestrowany w Studiu M Radia Opole i uświetnił pięćdziesięciolecie twórczości Adama Ziemianina i jego siedemdziesiąte urodziny. Pierwsza godzina koncertu była jednocześnie transmitowana w audycji Rewiry kultury, a przed samym koncertem zespół pojawił się w audycji Dobre Granie. Nagranie zawiera zapowiedzi koncertowe prowadzącej Justyny Dziedzic. Wydarzenie było swoistym spotkaniem z autorem tekstów, który osobiście zapowiadał i komentował piosenki ze sceny, przypominając okoliczności, w których powstały jego wiersze. Niektóre utwory płyty są zapisem wierszy recytowanych przez poetę.

## Twórcy
- Adam Ziemianin – recytacja[1]
- Aleksandra Kiełb-Szawuła – śpiew
- Dariusz Czarny – śpiew, gitary
- Wojciech Czemplik – skrzypce, altówka
- Andrzej Stagraczyński - gitara basowa
- Ryszard Żarowski – śpiew, gitary

## Lista utworów
1. Zapowiedź[7]
2. Cicho w Zakrzówku
3. Kałużowo w Nowej Rudzie
4. Głos wołającego na pustyni
5. Cyrklowo i linijkowo na Zarębku
6. Zakamarki
7. List do Ogrodowej (Adam Ziemianin)
8. W obliczu cudów wszechświata
9. Wiersze (Adam Ziemianin)
10. Rajsko w Krynicy
11. Osiedlowy blues
12. Przesiadkowo w Częstochowie
13. Nocne czuwanie
14. I gdzieś tam się idzie
15. Bieszczadzka łąka
16. Sen o Sanie
17. Bieszczadzki hymn
18. Testament poety